# Forcadela (Tomiño)
Forcadela (llamada oficialmente San Pedro de Forcadela) es una parroquia española del municipio de Tomiño, en la provincia de Pontevedra, Galicia.

## Organización territorial
La parroquia está formada por 15 entidades de población, de las que constan 14 en el nomenclátor del Instituto Nacional de Estadística español:
- Aldea (A Aldea)
- A Ponte
- As Garroas[2]
- Bacelo (Bacelos)
- Cova (A Cova)
- Cruceiro (Os Cruceiros)
- Eidos de Abaixo (Os Eidos de Abaixo)
- Ferreiro (O Ferreiro)
- Gabín
- Muíños (Os Muños)
- Pedregal (O Pedregal)
- Ramo (O Ramo)
- Sobre a Veiga (Solaveiga)
- Solleiro (O Solleiro)
- Vilardematos (Vilar de Matos)

## Demografía
| Gráfica de evolución demográfica de Forcadela entre 2000 y 2019 |
|                                                                 |
| Datos según el nomenclátor publicado por el INE.                |